# فاندونكورت
فاندونكور (بالفرنسية: Vandoncourt)‏ هي بلدية تقع في فرنسا في Canton of Hérimoncourt. يقدر عدد سكانها بـ 819 نسمة ومساحتها 8.57 كم2 .